# (37391) Ebre
(37391) Ebre és un asteroide del cinturó principal a 1,8169128 ua, posseeix una excentricitat orbital de 0,229932, un període orbital de 1.323,71 dies (3,62 anys), una velocitat orbital mitjana de 19,39055496 km/s i una inclinació de 6,54833º.
Aquest asteroide va ser descobert l'1 de desembre de 2001 per Jaume Nomen des de l'Observatori de l'Ametlla de Mar.